# Aughrim (rivière)
Pour les articles homonymes, voir Aughrim.
L'Aughrim (en irlandais : Abhainn Eachroma) est une rivière coulant entièrement dans le comté de Wicklow en Irlande. C'est un affluent du fleuve Avoca.